# Allopachria schillhammeri
Allopachria schillhammeri är en skalbaggsart som beskrevs av Wewalka 2000. Allopachria schillhammeri ingår i släktet Allopachria och familjen dykare. Inga underarter finns listade.